# Torneo di Wimbledon 1907
Il Torneo di Wimbledon 1907 è stata la 31ª edizione del Torneo di Wimbledon e seconda prova stagionale dello Slam per il 1907. Si è giocato sui campi in erba dell'All England Lawn Tennis and Croquet Club di Wimbledon a Londra in Gran Bretagna. Il torneo ha visto vincitore nel singolare maschile l'australiano Norman Brookes che ha sconfitto in finale in 3 set il britannico Arthur Gore con il punteggio di 6–4 6–2 6–2. Nel singolare femminile si è imposta la statunitense May Sutton che ha battuto in finale in 2 set la britannica Dorothea Lambert-Chambers. Nel doppio maschile hanno trionfato Norman Brookes e Anthony Wilding.

## Risultati

### Singolare maschile
Norman Brookes ha battuto in finale  Arthur Gore con il punteggio di 6–4 6–2 6–2

### Singolare femminile
May Sutton ha battuto in finale  Dorothea Lambert-Chambers con il punteggio di 6–1, 6–4

### Doppio maschile
Norman Brookes /  Anthony Wilding hanno battuto in finale  Karl Behr /  Beals Wright con il punteggio di 6–4, 6–4, 6–2

### Doppio femminile non ufficiale
Dorothea Lambert Chambers /  Connie Wilson hanno battuto in finale  Agnes Morton /  Charlotte Sterry con il punteggio di 6–4, 6–4, 6–2

### Doppio misto non ufficiale
May Sutton /  Beals Wright hanno battuto in finale  Dora Boothby /  Arthur Prebble con il punteggio di 6–1 6–3